# Stade olympique national (1958)
Pour les articles homonymes, voir Stade olympique et Stade olympique national.
 (juillet 2015).
Si vous disposez d'ouvrages ou d'articles de référence ou si vous connaissez des sites web de qualité traitant du thème abordé ici, merci de compléter l'article en donnant les références utiles à sa vérifiabilité et en les liant à la section « Notes et références ».
Le stade olympique national de Tokyo (国立霞ヶ丘陸上競技場, kokuritsu Kasumigaoka rikujō kyōgijō, lit. « stade national d'athlétisme de Kasumigaoka ») est un ancien stade situé à Kasumigaoka, Shinjuku, Tokyo, qui a servi de stade principal pendant les Jeux olympiques d'été de 1964. La capacité officielle du stade est de 50 339 places.
En dehors de cet évènement, il a accueilli diverses compétitions sportives telles que les Jeux asiatiques de 1958, des finales de la Coupe du Japon de football, la Coupe intercontinentale, les Championnats du monde d'athlétisme ou encore des éditions de la  Coupe du monde des clubs de la FIFA.
Il est démoli en mai 2015 pour faire place au Nouveau stade olympique national prévu avec une plus grande capacité, à l'occasion des Jeux olympiques et des paralympiques d'été de 2020.

## Histoire
Le stade a été inauguré en 1958 en tant que stade national japonais, et son premier événement principal était les Jeux asiatiques de 1958.
Depuis, le stade a accueilli beaucoup d'autres événements significatifs, notamment les 3e championnats du monde d'athlétisme de l'IAAF en 1991 et la Coupe intercontinentale jusqu'en 2001.
En tant que stade national du Japon, c'est le rendez-vous pour la finale de la Coupe du Japon de football le 1er janvier et pour celle du Championnat du Japon de football en novembre.

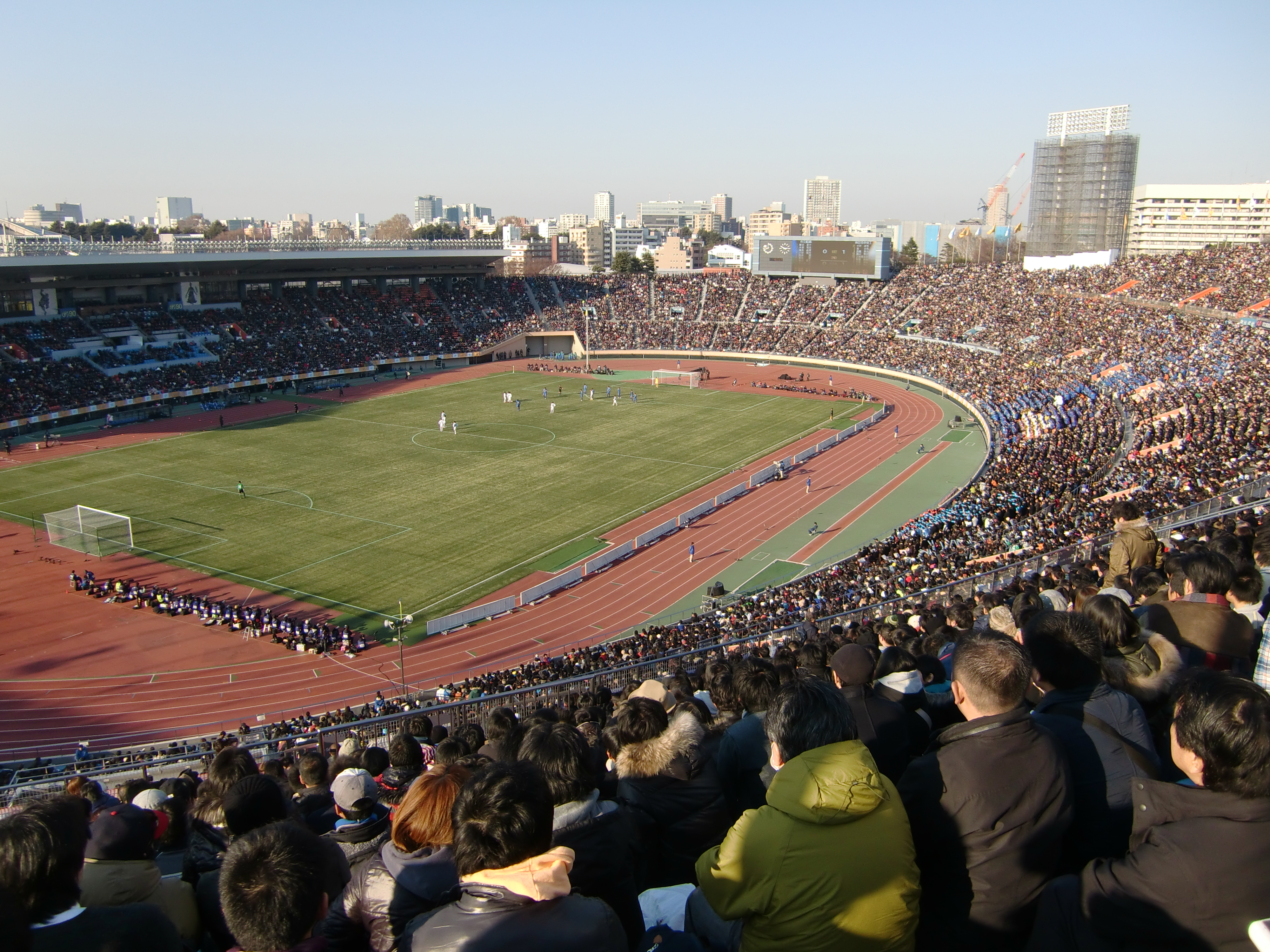
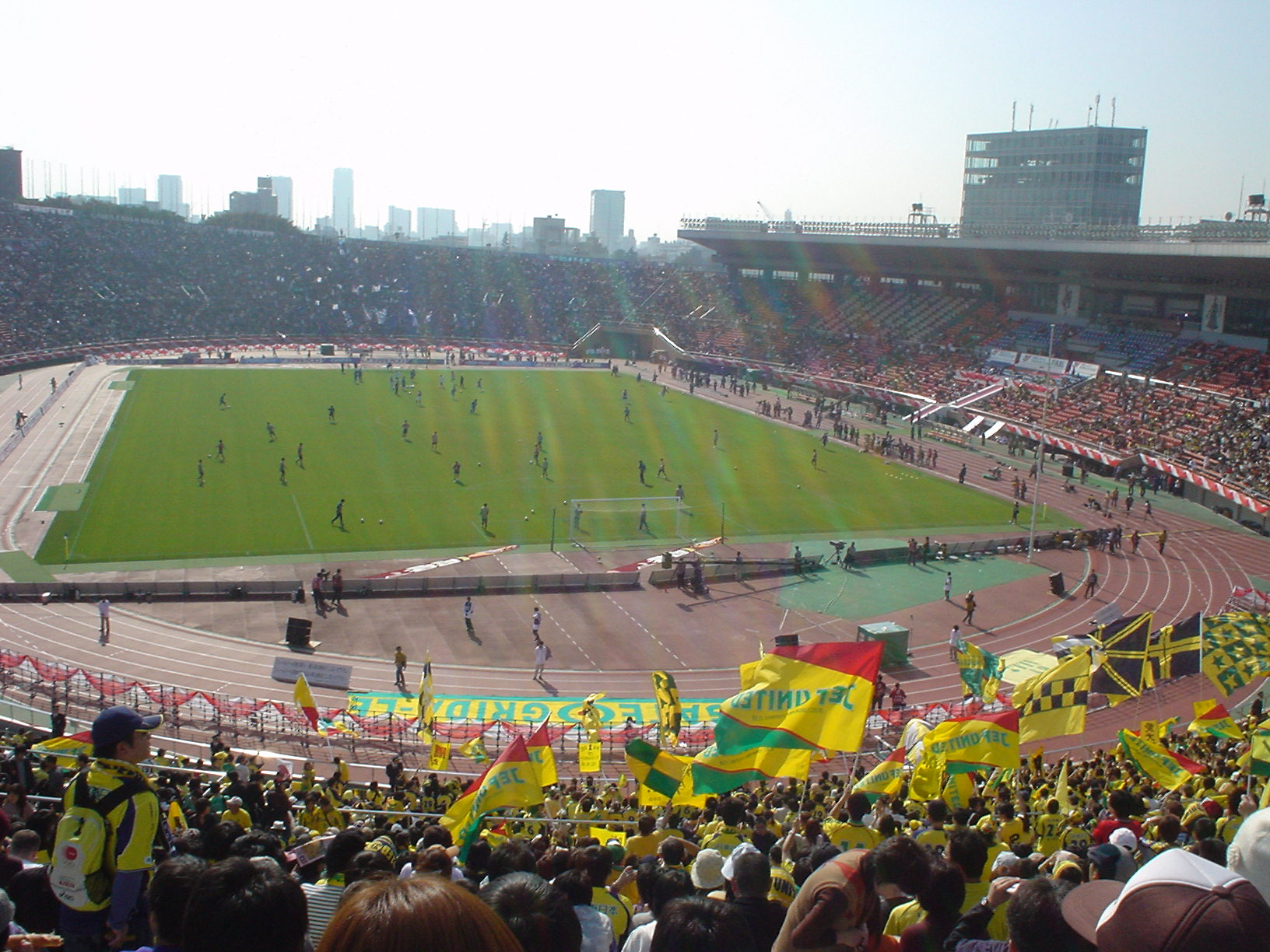
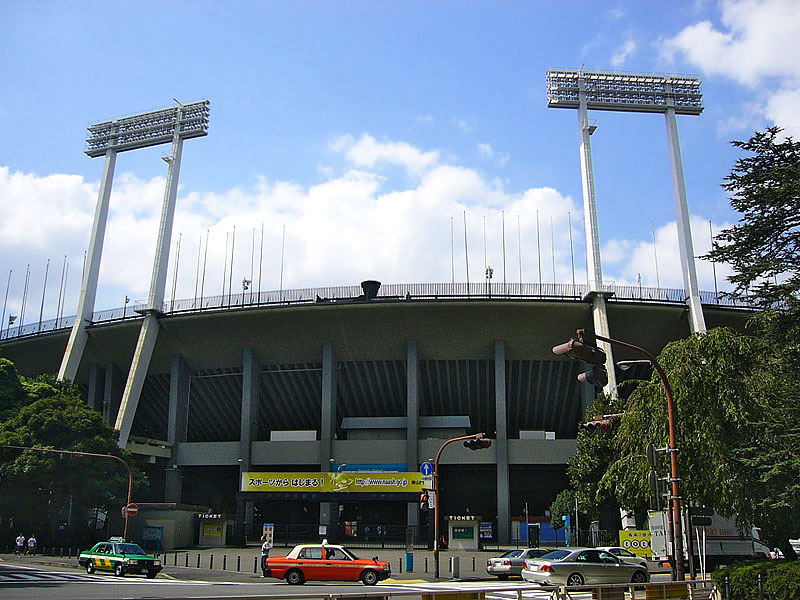
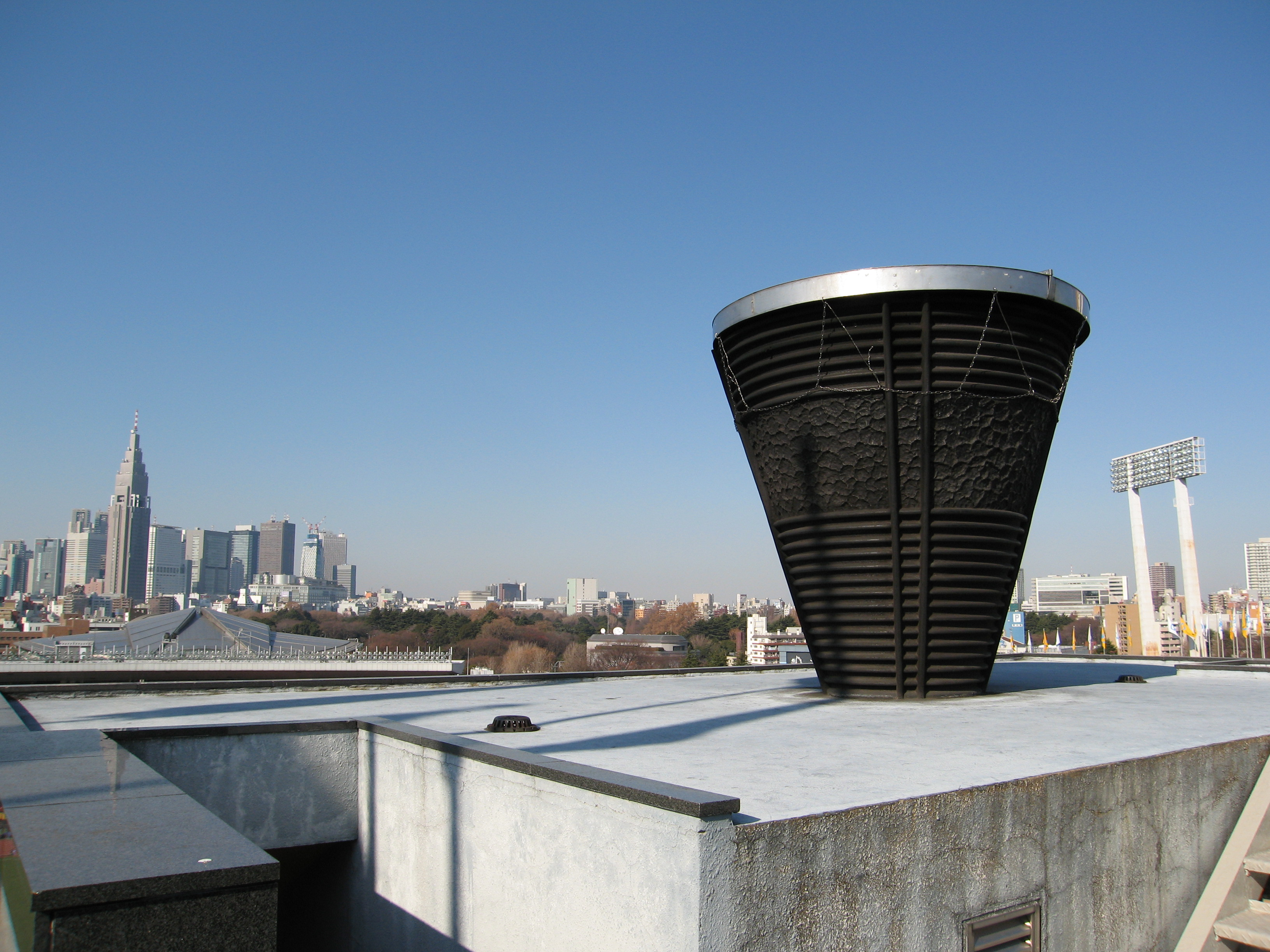
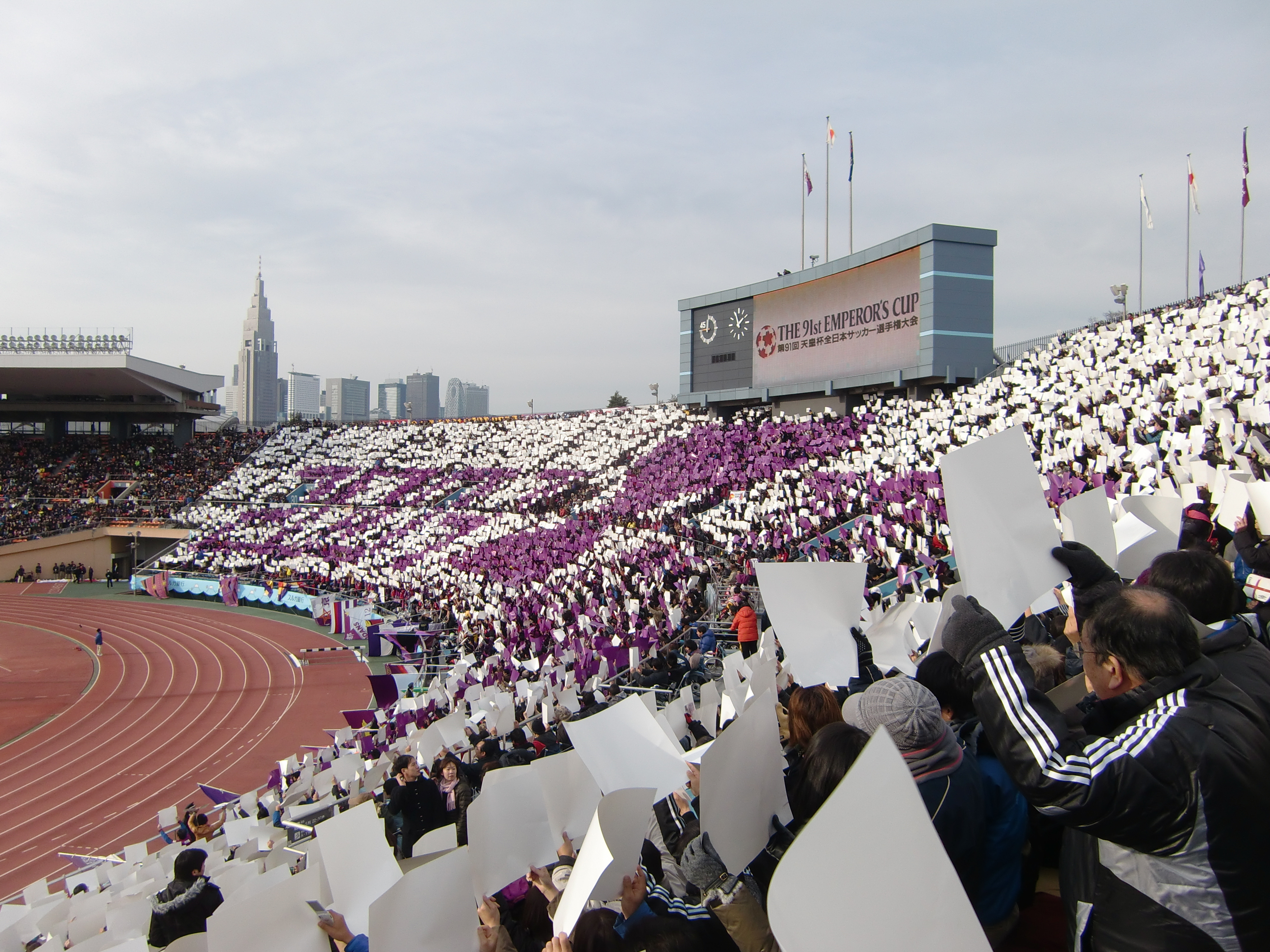
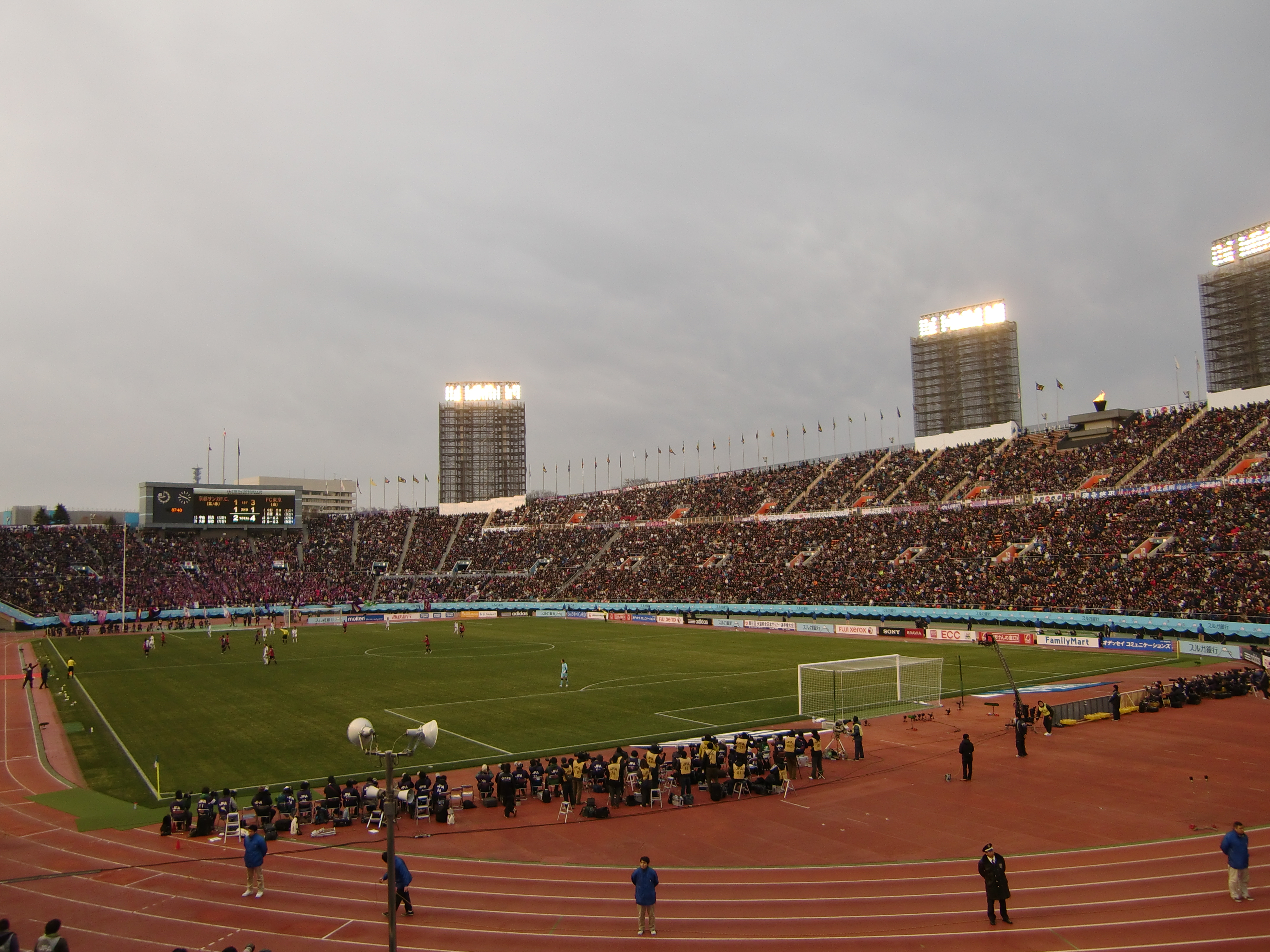
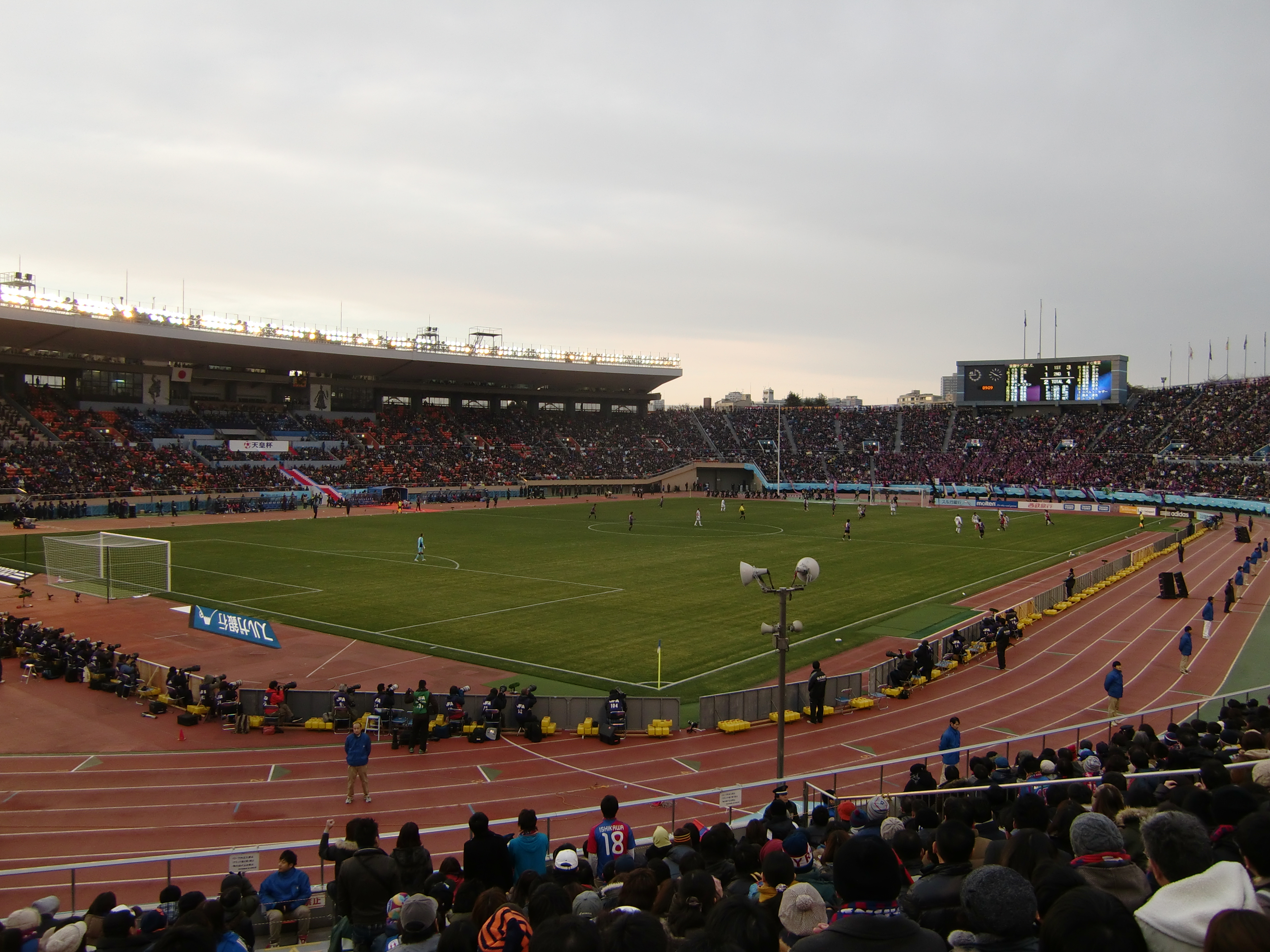
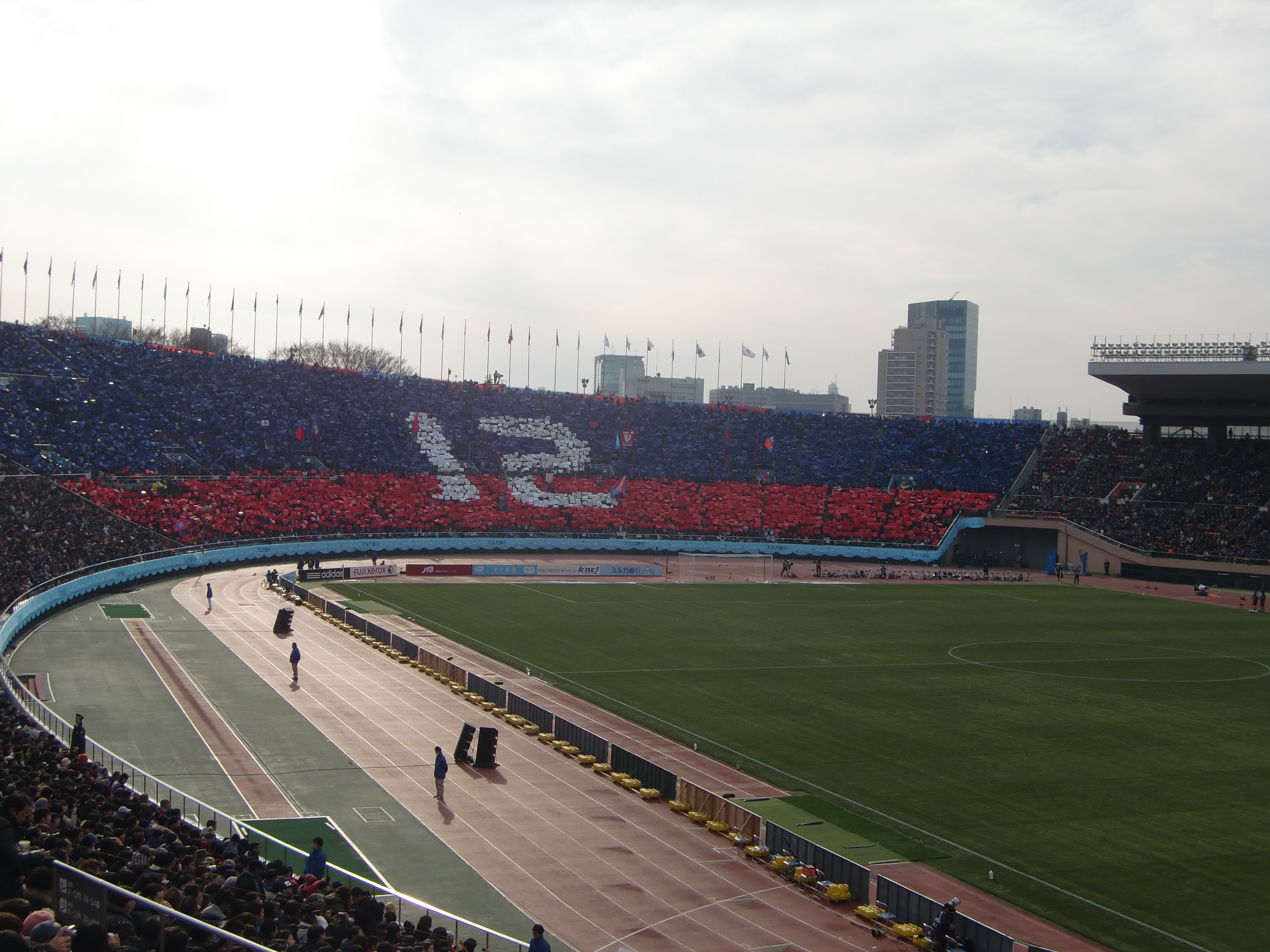

## Évènements
- Jeux asiatiques de 1958
- Jeux olympiques d'été de 1964
- Finale de la Coupe du Japon de football, depuis 1967
- Mirage Bowl, 1976 à 1993
- Coupe intercontinentale, 1980 à 2001
- Championnats du monde d'athlétisme 1991
- Finale de la Coupe de la Ligue japonaise de football, 1992, 1993, 1996 et depuis 1998
- Championnat du monde des clubs de la FIFA 2005
- Coupe du monde des clubs de la FIFA 2006
- Coupe du monde des clubs de la FIFA 2007
- Coupe du monde des clubs de la FIFA 2008

## Accès
L'accès au stade peut se faire par les gares de Sendagaya et Shinanomachi de la ligne Chūō-Sōbu ou par les stations de métro Kokuritsu-Kyōgijō (ligne Ōedo) et Gaiemmae (ligne Ginza).